# Зіро (провінція)
Зіро (фр. Ziro) — одна з 45 провінцій Буркіна-Фасо. Входить до складу Західно-Центральній області. Адміністративний центр провінції — місто Сапуй. Площа провінції становить 3 129 км².

## Населення
За даними на 2013 рік чисельність населення провінції становила 234 039 осіб.
Динаміка чисельності населення провінції по роках:
| 1996   | 1997   | 2005   | 2006   | 2013   |
| ------ | ------ | ------ | ------ | ------ |
| 119219 | 117774 | 150392 | 175607 | 234039 |

## Адміністративний поділ

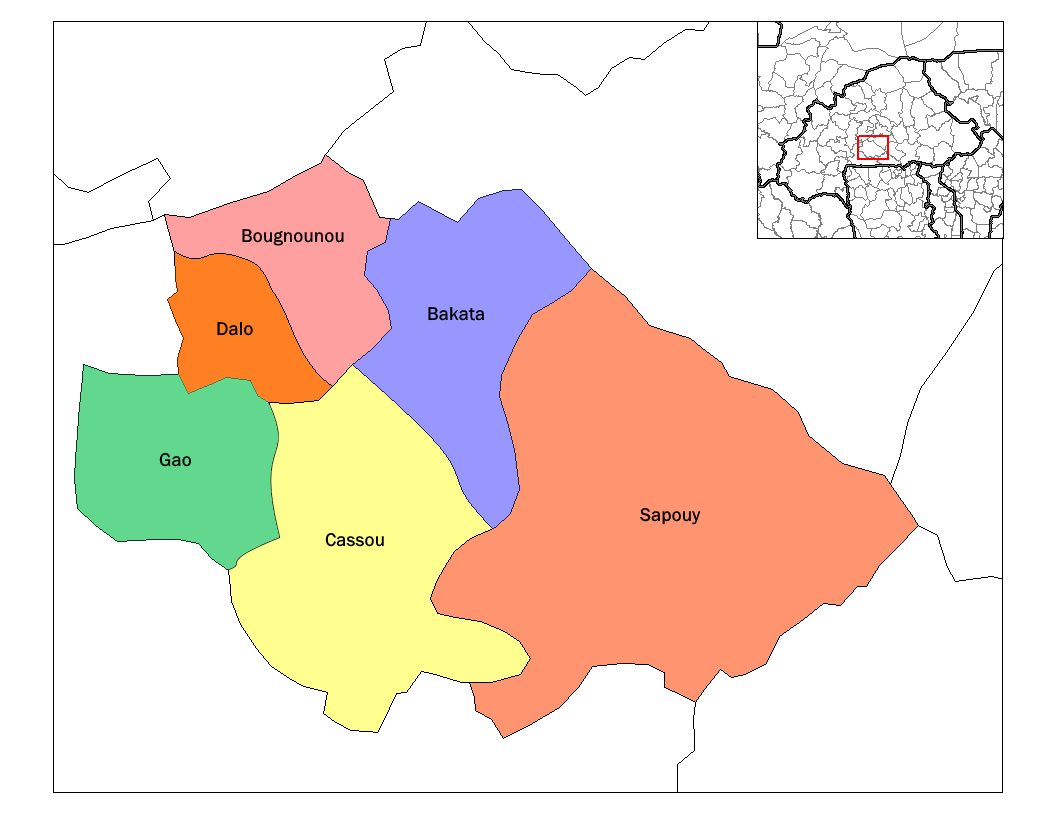
Департаменти провінції

В адміністративному відношенні поділяється на 6 департаментів:
- Баката
- Бугнуну
- Касу
- Дало
- Гао
- Сапуй